# Waarom Evans niet?
Waarom Evans niet? is een detectiveverhaal geschreven door Agatha Christie. Het werk verscheen oorspronkelijk in het Verenigd Koninkrijk onder de naam Why Didn't They Ask Evans? en werd in 1934 uitgegeven door Collins Crime Club. In 1935 bracht Dodd, Mead and Company het boek uit op de Amerikaanse markt onder de titel The Boomerang Clue. In 1964 werd het boek vertaald naar het Nederlands en uitgegeven door Luitingh-Sijthoff.

## Verhaal
Tijdens een golfpartij tussen Bobby Jones en dokter Thomas wordt een zwaargewonde man gevonden. De dokter is van mening dat de man levensbedreigende verwondingen heeft en gaat hulp zoeken. De man vraagt aan Bobby "Waarom hebben ze het niet aan Evans gevraagd?" en sterft. Bobby vindt in de man zijn jas een foto van een mooie vrouw. Ondertussen is ook een zekere Roger Bassington-ffrench aangekomen. Hij stelt voor dat hij bij het lijk blijft totdat Thomas terug is met hulp. Bobby moet namelijk dringend naar de kerk aangezien hij de organist is van de misviering.
Na onderzoek wordt de vrouw op de foto herkend als Amilia Cayman, de zus van het slachtoffer: Alex Pritchard. Niet veel later krijgt Bobby een jobaanbieding van een firma uit Buenos Aires waar hij niet op ingaat. Daarop sterft hij bijna ten gevolge van een vergiftigd flesje bier, maar de politie wil geen verder onderzoek instellen. Wanneer Bobby toevallig in de krant het opsporingsbericht vindt van Amilia Cayman merkt hij op dat er op de foto een andere vrouw staat als op de foto die hij bij het slachtoffer vond. Daarop concludeert hij dat Roger de foto's heeft verwisseld en Amilia geen familie is van het slachtoffer. Ze achterhalen dat Roger een broer Henry heeft die getrouwd is met Sylvia. Ze ensceneren een auto-ongeval waarbij Frankie, een vriendin van Bobby, zogezegd verwond geraakt aan het huis van Roger en daar moet verblijven om te herstellen. Frankie toont Sylvia de foto van het slachtoffer. Sylvia herkent hem als Alan Carstairs, een reiziger en trofeeënjager. Hij was bevriend met de miljonair John Savage die zelfmoord pleegde omwille van zijn terminale kanker.
Franky ontmoet de buren, dokter Nicholson en zijn vrouw Moira. Hij heeft een sanatorium. Franky licht Bobby in om deze instelling te onderzoeken. Die nacht ontmoet Bobby het meisje van de foto. Ze beweert dat haar leven in gevaar is. Bobby ontmoet ook Moira die eveneens vreest dat ze door haar man zal worden vermoord. Zij kent Alan Carsatairs. Roger wordt geconfronteerd met de "valse" foto waarop hij bekent de foto's te hebben verwisseld. De volgende dag wordt het lijk van Henry gevonden.
Frankie achterhaalt dat John Savage een erfenis achterliet aan meneer en mevrouw Templeton van 700 000 Britse ponden, maar dat er geen sluitend bewijs was betreffende zijn kanker. Geruchten doen de ronde dat hem dit werd ingeklapt door de familie Templeton die na de zelfmoord spoorloos zijn. Alan Carstairs was op zoek naar hen. Bobby wordt ontvoerd en Frankie wordt door Roger via een list bij Bobby opgesloten in een verlaten hut. Ook een verdoofde Moira is in de hut.
Na hun ontsnapping zoeken Bobby en Frankie de getuigen op van het testament: dit zijn de voormalige kokkin en tuinman van de familie Templeton. Volgens de kokkin werd huismeid Gladys Evans niet gevraagd om te getuigen. Verder werd het testament opgesteld op de avond voordat Savage stierf. Frankie realiseert dat de kokkin en de tuinman John niet meer hebben gezien voordat het testament werd getekend. Ze komt tot de conclusie dat Roger in het "doodsbed" lag en niet John Savage.
Gladys blijkt nu de nieuwe huismeid te zijn van Bobby. Carstairs was haar op het spoor. Moira beweert dat ze door Roger wordt achtervolgd en zoekt hulp. Frankie doorziet haar leugen en achterhaalt dat Moira de koffie heeft vergiftigd. Moira is in werkelijkheid mevrouw Templeton en Roger is haar handlanger. Moira tracht Frankie en Bobbie neer te schieten, maar wordt overmeesterd. Weken later krijgt Frankie een brief van Roger waarin hij opbiecht Carstairs en zijn broer te hebben vermoord.

## Adaptaties

### 1979
Agatha Christie wilde niet dat haar boeken werden verfilmd. Aanleiding waren een aantal pogingen die niet het verwachte resultaat opleverden. Zo werd Tien kleine negertjes in 1949 live uitgezonden, maar zaten er diverse fouten in het script en de camera waardoor de lijken opstonden en de scène verlieten. Pas na haar dood besliste dochter Rosalind Hicks dat het werk terug mocht worden herfilmd. De eerste film was "Waarom Evans Niet?" dat in 1979 werd gemaakt. Dit bewees dat het werk van Christie wel degelijk verfilmd kon worden indien er voldoende budget, ervaren acteurs en oog voor detail was.
De film had een budget van 1 miljoen Britse pond, een enorm bedrag voor die tijd. De opnames duurden drie maanden. Daarbij kwam dat de film net in een periode werd opgenomen waar ITV-personeel drie maanden staakte en er daarnaast ook een nieuwe regisseur moest worden aangesteld. De film zou oorspronkelijk als serie worden uitgezonden, bestaande uit drie afleveringen van 60 minuten, maar uiteindelijk werd beslist om deze integraal uit te zenden.
Het verhaal van de film is op twee zaken na getrouw aan het oorspronkelijke boek. 
- In het boek merkt Bobby in de verlaten hut op dat de oorlel van dokter Nicholson niet overeenkomt met deze van de dokter Nicholson die ze eerder met een oogopslag had gezien. In de film is Frankie getuige van een gevecht tussen een patiënt en de dokter waarbij deze laatste zijn gezicht verwondt. De verwondingen zijn in de hut op onverklaarbare wijze genezen.
- Frankie ontvangt aan het einde van de film geen brief, maar wordt door Roger ontvoerd en opgesloten. Daar bekent hij hetzelfde als wat in het boek in de brief stond. Frankie wordt de volgende dag bevrijd door Bobby.

### 2008
In 2008 werd het verhaal gebruikt voor een televisiefilm van een tweetal uur. Er werden wel heel wat aanpassingen aangebracht waaronder toevoeging van het personage Miss Marple.
- Miss Marple is een vriendin van Bobby's moeder. Ze helpt in het onderzoek en wordt voorgesteld als gouvernante van Frankie.
- De film speelt zich af eind jaren 1950 in plaats van begin 1930.
- De personages van Leo Cayman, Amelia Cayman, Badger Beadon, Henry Bassington-ffrench, vicaris Jones en Dr Thomas zijn weggelaten of vervangen door andere personen.
- Thomas Bassington-ffrench is in het boek een kind, in de film een introverte tiener
- Sylvia Bassington-ffrench en Alan Carstairs noemen in de film respectievelijk Sylvia Savage en John Carstairs. Sylvia is drugsverslaafde en krijgt de drugs via Dr Nicholson.
- Bobby vindt het lijk tijdens een wandeling. Hij wordt ook niet vergiftigd met drank, maar zijn fiets wordt gesaboteerd.
- Roger is enkel nog een pianospeler. Omdat de rollen van de Caymans geschrapt zijn, is er ook geen foto die hij dient te verwisselen en is hij ook niet aanwezig wanneer het lijk wordt gevonden.